# Мерседес (Буэнос-Айрес)
Мерседес (исп. Mercedes) — город в провинции Буэнос-Айрес, Аргентина. Расположен в 100 км к западу от Буэнос-Айреса и в 30 км к юго-западу от Лухана. В городе находится резиденция католического архиепископа Мерседеса — Лухана.
Население города составляет 51 967 человек (51,5 % женщин, 48,5 % мужчин) по состоянию на 2001 год.

## История
Первоначально Мерседес был заложен как крепость для защиты от набегов коренного населения Южной Америки. Первым названием крепости было «La Guardia de Luján» («Защитница Лухана»). Эта крепость стала одной из нескольких, возведённых в этой местности для защиты Буэнос-Айреса и других ближних поселений.
25 июня 1752 году крепость стала городом, основателем которого считается Хосе де Сарате. В 1777 году местный правитель Педро де Себаллос предложил перенести город в другое место, но на самом деле город был перенесён во времена Хуана Хосе де Вертис 8 мая 1779. После перемещения название города было изменено на «Nuestra Señora de las Mercedes».
Мерседес является одним из немногих аргентинских городов, в котором сходятся три железнодорожные ветки. Это связано с крупными промышленными мощностями прилегающих регионов: Буэнос-Айрес, Тихий океан, Анды и Пампасы. Это было веским основанием для рассмотрения кандидатуры города на статус столицы провинции, но тогда этого статуса приобрела Ла-Плата, но и Мерседес стал известен как «Западная Жемчужина».
На главной площади города, носящей имя Сан-Мартина, расположен большой готический кафедральный собор Нуэстра-Сеньора-де-Мерседес, кроме того здесь находится построенная в итальянском стиле Palacio Municipal (ратуша) и многочисленные кафе и рестораны. Библиотека, основанная президентом Доминго Фаустино Сармьенто, находится в нескольких кварталах от центра города.

## Культура
На окраине Мерседеса расположен старый pulpería — сельский бар-магазин, учреждение, имеет неофициальный статус культурного наследия гаучо. Называется lo de Cacho, считается последней pulpería в пампасах и сохраняет атмосферу 1850 года, времени своего открытия. На стене даже сохранилось оригинальное объявление о розыске преступника Хуана Морейры.
Также в городе есть военный мемориал под названием La Cruz de Palo. Это деревянный крест, установленный в память о последней атаке коренных народов на крепость Мерседес, которая состоялась 27 октября 1823 года.
Мерседес также известный выращиванием персиков. Ежегодно проводится фестиваль персиков, на котором избирается король и королева фестиваля.
Город разбит на стометровые квадратные блоки. Улицы пронумерованы чётными номерами с юга на север и нечётными — с востока на запад. Поэтому в городе очень легко ориентироваться и находить нужные адреса.

## Персоналии
В Мерседесе родились несколько известных футболистов (Лукас Билья, Эммануэль Кулио, Матиас Сильвестре), музыкантов, писателей и журналистов. Наиболее известен как место рождения президентов Эктора Хосе Кампора и Хорхе Виделы.